# Salvo Palazzolo

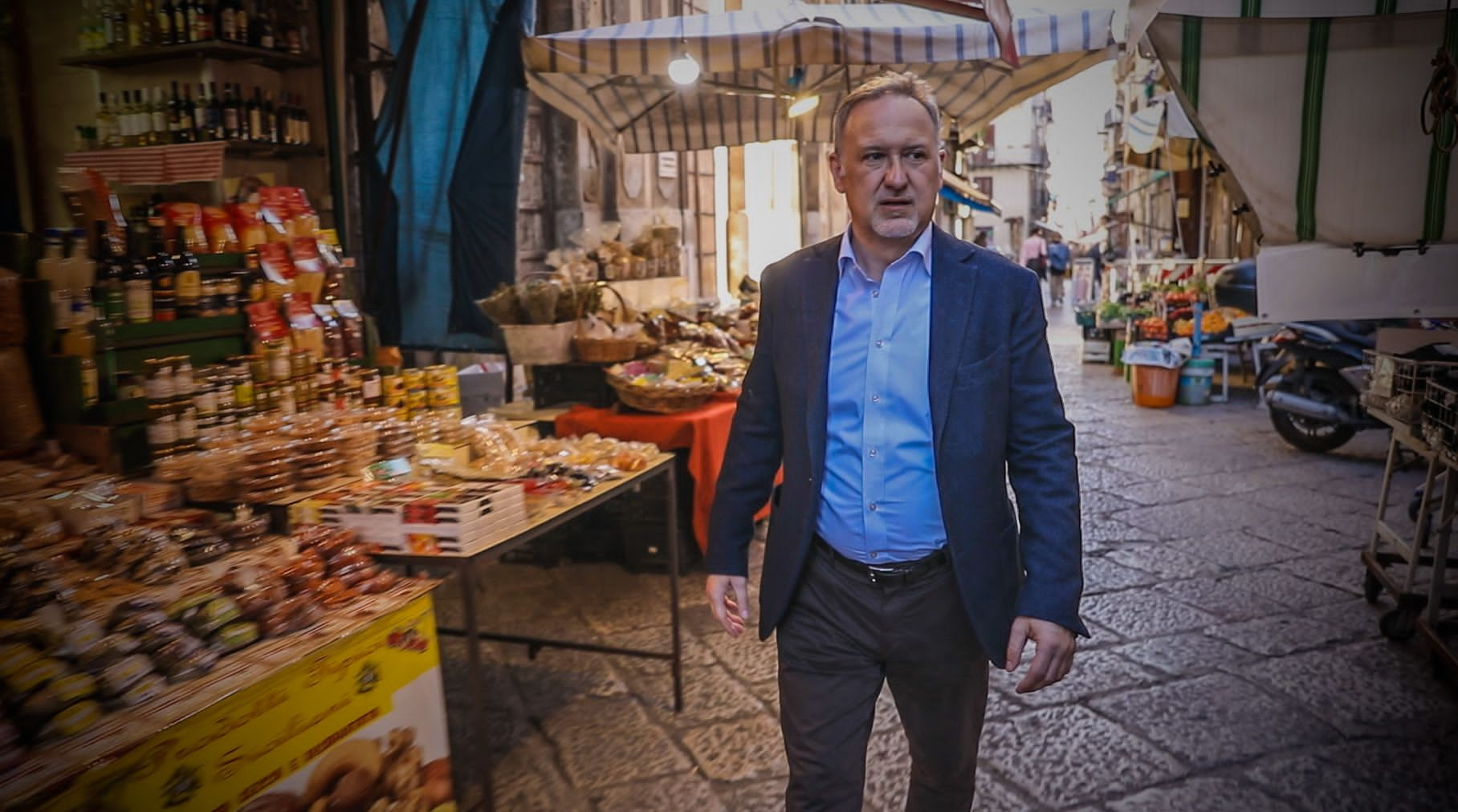
Salvo Palazzolo a Palermo (foto di Salvatore Militello)

Salvo Palazzolo (Palermo, 24 giugno 1970) è un giornalista e scrittore italiano.

## Biografia

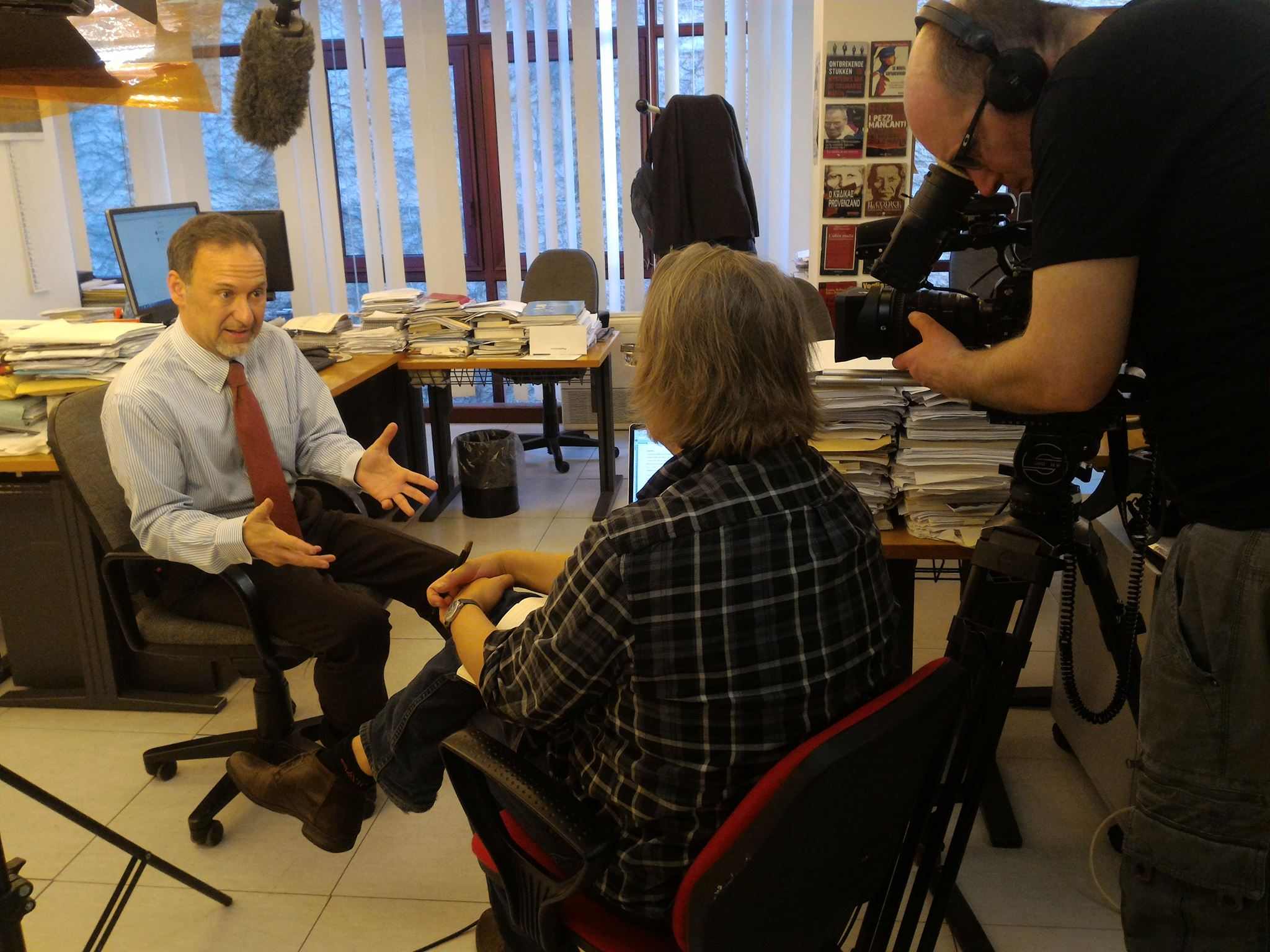
Salvo Palazzolo intervistato da Toby Follet per il documentario "A very Sicilian Justice", andato in onda su Al Jazeera

Dopo la laurea in Giurisprudenza ha iniziato l'attività giornalistica nel 1992, al quotidiano L'Ora di Palermo. Ha poi collaborato con l'emittente TeleScirocco, i quotidiani il manifesto, La Sicilia e Il Mediterraneo, occupandosi di cronaca giudiziaria. In collaborazione con Video On Line ha realizzato il primo sito internet italiano su un processo penale, quello che ha visto imputato l’ex 007 del Sisde Bruno Contrada.
Dal 1999 lavora al quotidiano la Repubblica. Nel 2019 è stato nominato inviato speciale. Negli ultimi trent’anni, ha raccontato le trasformazioni del fenomeno mafioso in Sicilia dopo le stragi Falcone e Borsellino. Per le sue inchieste sulla riorganizzazione di Cosa nostra è stato oggetto di minacce. I mafiosi del clan Inzerillo, tornati dagli Stati Uniti a Palermo, sono stati intercettati dalla squadra mobile nel dicembre 2018 mentre discutevano di dargli “due colpi di mazzuolo”. Nell’aprile 2020, il capomafia dello Zen Giuseppe Cusimano lo ha invece insultato pesantemente su Facebook (“Giornalisti peggio del Coronavirus”): non aveva gradito l’articolo che svelava la sua distribuzione di generi alimentari agli abitanti della periferia palermitana durante il lockdown.
Nel gennaio 2025, il comitato provinciale per l'ordine e la sicurezza pubblica di Palermo presieduto dal prefetto Massimo Mariani ha deciso l'assegnazione di una scorta a Salvo Palazzolo, che negli ultimi mesi si era occupato della riorganizzazione dei boss scarcerati, dei permessi premio ad alcuni ergastolani, dei nuovi affari di spacciatori e trafficanti di droga su Telegram.
Un capitolo importante delle inchieste giornalistiche di Palazzolo riguarda il rapporto fra Chiesa e mafia. Nel 2004 ha intervistato il boss Pietro Aglieri, il killer di Cosa nostra che dopo l’arresto (avvenuto nel 1997) si è dissociato dall’organizzazione, intraprendendo studi di Teologia. Ha poi rivelato la trattativa segreta fra i boss e un gruppo di sacerdoti, che dopo le stragi contro Giovanni Falcone e Paolo Borsellino avrebbe dovuto portare alla dissociazione di alcuni mafiosi da Cosa nostra. Nel 2014, alcuni suoi articoli sul mafioso Stefano Comandè, che era a capo di una Confraternita, hanno portato allo scioglimento del gruppo religioso da parte del cardinale di Palermo Paolo Romeo. Due mesi dopo, ha documentato “l’inchino” durante una delle più importanti processioni della città davanti all’agenzia di pompe funebri del boss Alessandro D’Ambrogio.
Nel 2016, un altro suo articolo ha denunciato “l’inchino” della processione davanti all’abitazione della famiglia del capomafia Salvatore Riina, a Corleone: per questo episodio, il componente di una confraternita religiosa è stato condannato a 6 mesi per il reato di “turbamento delle funzioni religiose”. Nel 2019, svela che nella Chiesa di Santa Teresa alla Kalsa, il sacerdote Mario Frittitta aveva celebrato una messa in suffragio del boss Tommaso Spadaro, condannato a 30 anni per l’omicidio del maresciallo dei carabinieri Vito Ievolella. Dopo aver filmato di nascosto alcuni passaggi dell'omelia, ha chiesto al padre carmelitano: “Come ha potuto celebrare messa per un mafioso, dunque per uno scomunicato dalla Chiesa?”. Il sacerdote gli ha risposto con tono minaccioso: “Stia attento a come parla, perché altrimenti lei la paga. Perché il Signore fa pagare queste cose”. Il video dell’intervista ha portato all’intervento dell’arcivescovo di Palermo Corrado Lorefice, che ha richiamato don Frittitta (“C’è inconciliabilità fra l’appartenenza alle organizzazioni mafiose e il Vangelo”).
Ha raccontato anche storie di coraggio. Nel 2012, il libro inchiesta “Se muoio sopravvivimi. La storia di mia madre che non voleva essere più la figlia di un mafioso”, scritto con Alessio Cordaro, ha fatto riaprire le indagini sull’omicidio di Lia Pipitone, la giovane uccisa nel 1983, a Palermo: il nuovo processo ha portato alla condanna a 30 anni per i boss Nino Madonia e Vincenzo Galatolo. Nel 2013, ha raccolto l’ultimo racconto di Agnese Piraino Leto, la vedova di Paolo Borsellino, nel libro “Ti racconterò tutte le storie che potrò”.
Nel 2017, ha svelato la coraggiosa battaglia delle sorelle Irene, Ina e Anna Napoli, contro la mafia dei pascoli, nel cuore della provincia di Palermo, a Mezzojuso. Su questa vicenda, Massimo Giletti ha condotto una lunga campagna nella sua trasmissione “Non è l’arena”, in cui Palazzolo è stato ospite.
Il suo libro, dedicato ai fratelli Graviano, i mafiosi delle stragi, parte dall’esperienza con don Pino Puglisi, il parroco di Brancaccio ucciso dalla mafia nel 1993: all’epoca, il sacerdote era anche assistente spirituale del gruppo Fuci, la federazione degli universitari cattolici, di cui Palazzolo era responsabile. Nel 1998, ha testimoniato al processo contro i fratelli Graviano raccontando l’impegno del sacerdote, nominato dalla Chiesa beato per il suo impegno contro le cosche.

## Televisione
Come coautore di programmi televisivi di inchiesta su Cosa nostra, ha collaborato con la società di produzione Magnolia e con la Rai. È fra gli sceneggiatori delle docu-fiction del regista Claudio Canepari, andate in onda su Rai 3: Scacco al re, la cattura di Provenzano; Doppio gioco, le talpe dell'antimafia; Le mani su Palermo. Quest'ultimo programma nel 2009 ha ricevuto il premio della critica alla XV edizione del premio giornalistico televisivo "Ilaria Alpi". 

## Teatro
Autore di pièce teatrali: con Gery Palazzotto ha scritto le opere-inchiesta "Le parole rubate" e "I traditori", dedicate ai misteri della strage di Capaci e della strage di via D'Amelio. I lavori sono stati rappresentati in prima assoluta al Teatro Massimo di Palermo nel maggio 2017 e nel maggio 2019, interpretate rispettivamente da Ennio Fantastichini e Gigi Borruso (musiche di Marco Betta, Diego Spitaleri e Fabio Lannino). 

## Opere
- Enrico Bellavia e Salvo Palazzolo, Falcone Borsellino. Mistero di Stato, 2002, Edizioni della Battaglia
- Enrico Bellavia e Salvo Palazzolo, Voglia di mafia. La metamorfosi di Cosa Nostra da Capaci ad oggi, 2005, Carocci editore
- Ernesto Oliva e Salvo Palazzolo, 2006, Bernando Provenzano. Il ragioniere di Cosa Nostra, Rubbettino editore
- Salvo Palazzolo e Michele Prestipino, Il codice Provenzano, 2007, Editori Laterza
- Claudio Canepari, Piergiorgio Di Cara, Salvo Palazzolo, Scacco al re. La cattura di Provenzano, 2008, Einaudi editore
- Salvo Palazzolo, I pezzi mancanti. Viaggio nei misteri della mafia, 2010, Editori Laterza
- Alessio Cordaro e Salvo Palazzolo, Se muoio, sopravvivimi. La storia di mia madre che non voleva essere più la figlia di un mafioso, 2012, Melampo Editore
- Agnese Borsellino con Salvo Palazzolo, Ti racconterò tutte le storie che potrò, 2013, Feltrinelli Editore
- Nino Di Matteo e Salvo Palazzolo, Collusi. Perché politici, uomini delle istituzioni e manager continuano a trattare con la mafia, 2015, Bur Rizzoli
- Salvo Palazzolo, I fratelli Graviano. Stragi di mafia, segreti, complicità, 2022, Editori Laterza
- Maurizio de Lucia e Salvo Palazzolo, La cattura - I misteri di Matteo Messina Denaro e la mafia che cambia, 2023, Feltrinelli Editore

## Riconoscimenti
- 2009, Premio Cronista - Targa del Comandante generale dell'Arma dei Carabinieri[36]
- 2010, Premio Paolo Borsellino[37]
- 2012, Premio Cronista dell'anno[38]
- 2013, Premio Paolo Borsellino[39]
- 2021, Premio Pio La Torre - menzione speciale[40]
- 2023, Premio Cronista - Targa Maria Grazia Cutuli per le inchieste[41]
- 2025, Premio Mario Francese[42]

1. ↑   Salvo Palazzolo − archivio900.it, su archivio900.it. URL consultato il 12 marzo 2022.
2. ↑   Salvo Palazzolo – “Ti racconterò tutte le storie che potrò“, su WordPress.com. URL consultato il 10 agosto 2020 (archiviato il 10 agosto 2020).
«Ha poi collaborato con i quotidiani il manifesto, La Sicilia e Il Mediterraneo, occupandosi di cronaca giudiziaria. Per quest’ultimo quotidiano ha seguito le vicende del caso Contrada: riguardo l’ex agente segreto del Sisde condannato per concorso esterno in associazione mafiosa ha poi realizzato nel 1995 con Claudio Cugusi, dell’Unione Sarda, e in collaborazione con Video On Line il primo sito internet italiano su un processo penale»
3. ↑   Il clan Inzerillo contro il giornalista Palazzolo: "Gli avrei dato due colpi di mazzuolo... che crasto", su la Repubblica, 17 luglio 2019. URL consultato il 12 marzo 2022.
4. ↑   Palermo, minacce all'inviato Salvo Palazzolo. Insulti dopo il post del fratello del boss. Decine di messaggi di solidarietà, su la Repubblica, 8 aprile 2020. URL consultato il 12 marzo 2022.
5. ↑   palermo, ancora minacce della mafia all'inviato di repubblica salvo palazzolo dopo un articolo, su m.dagospia.com, 2020-04- 9T19:16:00. URL consultato il 12 marzo 2022.
6. ↑   Palermo, il fratello del boss della droga fa la spesa per lo Zen, su la Repubblica, 8 aprile 2020. URL consultato il 12 marzo 2022.
7. ↑   Scorta all’inviato di Repubblica Salvo Palazzolo che racconta i boss scarcerati, su la Repubblica, 24 gennaio 2025. URL consultato il 23 febbraio 2025.
8. ↑   Bonura, il boss libero: "Se incontro qualcuno datemi l'ergastolo". E al cronista dice: "Non scriva", su la Repubblica, 7 dicembre 2024. URL consultato il 23 febbraio 2025.
9. ↑   Lo strangolatore dell’Acquasanta in permesso premio a Palermo. “Il boss Raffaele Galatolo è detenuto modello”. Ma custodisce ancora i segreti di vicolo Pipitone, su la Repubblica, 26 ottobre 2024. URL consultato il 23 febbraio 2025.
10. ↑   Mafia, per la prima volta un boss delle stragi va in semilibertà. Giovanni Formoso, che caricò l’autobomba di Milano, è diventato un detenuto modello, su la Repubblica, 2 novembre 2024. URL consultato il 23 febbraio 2025.
11. ↑   Palermo, natale in famiglia per l’ergastolano Rotolo, il killer del professore Giaccone, su la Repubblica, 3 gennaio 2025. URL consultato il 23 febbraio 2025.
12. ↑   Street boy e gli altri, la Palermo segreta degli spacciatori su Telegram. “Droga gratis a chi porta dieci persone in chat”, su la Repubblica, 22 giugno 2024. URL consultato il 23 febbraio 2025.
13. ↑   Fattanza, Elbanditos e Willywonka: lo sballo è su Telegram. A Palermo è boom di chat in cui si spaccia droga ai giovani, su la Repubblica, 17 settembre 2024. URL consultato il 23 febbraio 2025.
14. ↑   Salvo Palazzolo, Aglieri: 'Io, Dio e la legge', su ricerca.repubblica.it, Repubblica.it, 14 marzo 2004. URL consultato il 26 giugno 2012 (archiviato il 29 aprile 2014).
15. ↑   Salvo Parazzolo, Se i boss si convertono, su stpauls.it, Jesus, 1º gennaio 2004. URL consultato il 26 giugno 2012 (archiviato il 26 febbraio 2013).
16. ↑   Il capo della confraternita che accoglieva il cardinale è un boss di Cosa nostra, su la Repubblica, 1º maggio 2014. URL consultato il 12 marzo 2022.
17. ↑   Il cardinale sospende la confraternita presieduta dal boss, su la Repubblica, 7 maggio 2014. URL consultato il 12 marzo 2022.
18. ↑   La Madonna si inchina al covo del padrino, processione shock tra i vicoli di Ballarò, su la Repubblica, 29 luglio 2014. URL consultato il 12 marzo 2022.
19. ↑   Corleone, l’inchino davanti a casa Riina. Condannato il confrate per la sosta, su la Repubblica, 24 ottobre 2018. URL consultato il 12 marzo 2022.
20. ↑   La messa per il boss defunto: e il prete minaccia il nostro cronista, su la Repubblica, 16 marzo 2019. URL consultato il 12 marzo 2022.
21. ↑   Assostampa Sicilia, Lorefice stigmatizza messa alla Kalsa per boss Spadaro. Padre Frittitta al giornalista Palazzolo: "Attento, lei la paga”", su Assostampa Sicilia-FNSI. URL consultato il 12 marzo 2022.
22. ↑   SE MUOIO SOPRAVVIVIMI di Alessio Cordaro e Salvo Palazzolo. -, su vittimemafia.it, 29 settembre 2012. URL consultato il 13 marzo 2022.
23. ↑   "Lia Pipitone fu uccisa dai boss". Condannati a 30 anni Nino Madonia ed Enzo Galatolo, su la Repubblica, 17 luglio 2018. URL consultato il 13 marzo 2022.
24. ↑   Lucia, Ti racconterò tutte le storie che potrò-Agnese Borsellino con Salvo Palazzolo, su Creatori di mondi Blog, 10 marzo 2017. URL consultato il 13 marzo 2022.
25. ↑   L'ultimo regalo della vedova Borsellino, su Il Fatto Quotidiano, 19 novembre 2013. URL consultato il 13 marzo 2022.
26. ↑   Tre donne contro i boss dei pascoli, su Archivio - la Repubblica.it. URL consultato il 13 marzo 2022.
27. ↑   Tre sorelle contro la mafia dei pascoli. 'Minacce e raid non ci fermano', su Repubblica TV - Repubblica, 22 settembre 2017. URL consultato il 13 marzo 2022.
28. ↑   Salvo Palazzolo: ’Prima del reportage del 22 Settembre 2017 avevo parlato con Irene ma non avevo capito il valore di questa vicenda’. URL consultato il 13 marzo 2022.
29. ↑   Palazzolo: ‘Chi hanno toccato per davvero per Sorelle Napoli? Quali interessi ci sono dietro?’. URL consultato il 13 marzo 2022.
30. ↑   Salvo Palazzolo racconta 'I fratelli Graviano'. URL consultato il 13 marzo 2022.
31. ↑  Elenco dei vincitori della XV edizione Archiviato il 24 maggio 2010 in Internet Archive. dal sito ufficiale del Premio Giornalistico Televisivo "Ilaria Alpi"
32. ↑   Le parole rubate, martedì 23 maggio 2017, su Teatro Massimo Palermo. URL consultato il 12 marzo 2022 (archiviato dall'url originale il 16 maggio 2022).
33. ↑   Le parole rubate - finale | Teatro Massimo TV, su Teatro Massimo Palermo. URL consultato il 12 marzo 2022 (archiviato dall'url originale il 29 maggio 2022).
34. ↑   Palermo, “Le parole rubate” di Falcone e Borsellino: il teatro civile emoziona il Massimo, su la Repubblica, 24 maggio 2017. URL consultato il 12 marzo 2022.
35. ↑   I traditori: l’opera inchiesta di Salvo Palazzolo e Gery Palazzotto sulle stragi Falcone e Borsellino | Comunicati, su Teatro Massimo Palermo. URL consultato il 12 marzo 2022 (archiviato dall'url originale il 12 marzo 2022).
36. ↑   Premio Cronista - Piero Passetti - Vincitori edizione 2009, su unionecronisti.it. URL consultato il 13 marzo 2022.
37. ↑   Pacotvideo, Pensieri Teramani: Salvo Palazzolo alla cerimonia di premiazione del XV° Premio Paolo Borsellino, su Pensieri Teramani, sabato 30 ottobre 2010. URL consultato il 13 marzo 2022.
38. ↑   Premiati due cronisti siciliani, su Live Sicilia, 19 marzo 2012. URL consultato il 13 marzo 2022.
39. ↑   549 - Premio Borsellino 2013 - 08 Palazzolo Salvo ( 2013-12-07). URL consultato il 13 marzo 2022.
40. ↑   Difnet Srls, FNSI-Federazione Nazionale Stampa Italiana, FNSI - Lotta alla mafia, il premio 'Pio La Torre 2021' per il giornalismo ad Alessia Candito, su FNSI - Lotta alla mafia, il premio 'Pio La Torre 2021' per il giornalismo ad Alessia Candito. URL consultato il 13 marzo 2022.
41. ↑   Difnet Srls, FNSI-Federazione Nazionale Stampa Italiana, FNSI - Palermo, consegnati i premi del Gruppo Cronisti Siciliani 2023, su FNSI - Palermo, consegnati i premi del Gruppo Cronisti Siciliani 2023. URL consultato il 29 giugno 2024.
42. ↑   Feb 7, 2025 | News dagli Ordini Regionali, Premi giornalistici, A Salvo Palazzolo l’edizione 2025 del Premio Mario Francese, su Ordine Dei Giornalisti, 7 febbraio 2025. URL consultato il 23 febbraio 2025.